# Шаранга (ручей)
Шаранга — ручей в Шарангском районе Нижегородской области. Левый приток реки Шаранга.
Длина ручья составляет 14 км. Исток в 2,3 км к северо-востоку от деревни Рудаково. Течёт к упомянутой деревне и, постепенно уклоняясь вправо, протекает вдоль деревень Чемоданово, Полозово, Мосуново. В низовьях течёт на север, впадает в пруд на реке Шаранга (в 18 км от её устья) у южной окраины посёлка Шаранга.
Имеются пруды на ручье и притоках.
В бассейне также находятся деревни Качеево, Марс, село Большая Рудка (частично).

## Данные водного реестра
По данным государственного водного реестра России относится к Верхневолжскому бассейновому округу, водохозяйственный участок реки — Ветлуга от города Ветлуга и до устья, речной подбассейн реки — Волга от впадения Оки до Куйбышевского водохранилища (без бассейна Суры). Речной бассейн реки — (Верхняя) Волга до Куйбышевского водохранилища (без бассейна Оки).
Код объекта в государственном водном реестре — 08010400212110000043083.